# Rolando Maran
Rolando Maran (Trento, 14 luglio 1963) è un allenatore di calcio ed ex calciatore italiano, di ruolo difensore.

## Biografia
Nato e cresciuto a Trento, ha due figli: Elena Sofia e Gianluca, nato nel 1994, che come il padre è stato un calciatore e ha poi seguito il padre al Cagliari nello staff tecnico.

## Carriera

### Giocatore
Cresciuto nella Primavera del Trento, Maran iniziò la carriera nella Benacense Riva, squadra di Riva del Garda, con cui disputò tre campionati di Interregionale.
Nell'estate 1986 passò al Chievo, nel campionato di Serie C2, militando coi clivensi per nove stagioni e scendendo in campo 330 volte, molte delle quali con la fascia di capitano, contribuendo all'ascesa della squadra dalla C2 alla Serie B; disputa coi gialloblù il campionato cadetto del 1994-1995, nel quale totalizza 22 presenze e una rete, nel successo interno sul Venezia.
Conclude la carriera giocando prima col Valdagno, poi con la Carrarese in Serie C1 e infine col Fano.

### Allenatore

#### Gli inizi
La carriera di Maran in panchina iniziò nella stagione Serie B 1997-1998, come allenatore in seconda di Silvio Baldini nel Chievo. Successivamente approda nei settori giovanili di Brescia e Cittadella. Nel 2002, a cinque anni di distanza dal ritiro guida il Cittadella. Segue un anno al Brescia, dove, malgrado le buone prestazioni nel campionato in corso, viene esonerato durante la stagione 2005-2006 dal presidente Corioni, che confessò di preferirgli lo svincolato Zeman. L'anno successivo, 2006-2007, è sulla panchina del Bari, ma dopo una striscia negativa di risultati viene esonerato dalla società pugliese in febbraio e rimpiazzato da Giuseppe Materazzi. Segue nel 2007-2008 l'esperienza alla Triestina, squadra in cui è stato assunto a giugno 2007 in sostituzione dell'esonerato Franco Varrella, rescindendo consensualmente il contratto il 15 giugno 2009.
Il giorno seguente, 16 giugno, è nominato allenatore del Vicenza per la stagione 2009-2010. A seguito di tre sconfitte consecutive patite nel giro di una settimana, il 28 marzo 2010 viene esonerato. Il 15 aprile successivo è richiamato alla guida dei veneti fino a fine campionato, ottenendo la salvezza. II 6 giugno 2011, al termine del campionato di Serie B 2010-2011 e dopo un totale di 81 gare nel torneo cadetto (27 vittorie, 24 pareggi, 30 sconfitte), rescinde anticipatamente il contratto che lo legava ai berici.
Il 1º ottobre 2011, Maran è chiamato alla guida del Varese al posto dell'esonerato Benito Carbone. All'esordio in campionato col Vicenza, sua ex squadra, ottiene la prima vittoria sulla panchina del club biancorosso.

#### Catania
Dopo aver condotto il Varese alla finale play-off di Serie B 2011-2012 (persi con la Sampdoria), l'11 giugno 2012 Maran è ufficializzato come allenatore per la stagione Serie A 2012-2013 del Catania. Stabilisce il record di punti in Serie A del Catania (56 punti), raggiungendo un ottimo ottavo posto.
Il 20 ottobre 2013 Maran viene esonerato e al suo posto viene ingaggiato Luigi De Canio. Dopo 3 mesi, il 15 gennaio 2014, è richiamato sulla panchina degli etnei in sostituzione di Luigi De Canio, ma verrà nuovamente esonerato il 6 aprile dopo cinque sconfitte consecutive e con la squadra all'ultimo posto della Serie A 2013-2014. Lo sostituisce Maurizio Pellegrino. In questa stagione, totalizza 12 punti frutto di 2 vittorie, 6 pareggi e 12 sconfitte.

#### Chievo
Il 19 ottobre 2014 è chiamato a sostituire l'esonerato Eugenio Corini sulla panchina del Chievo all'8ª giornata della Serie A 2014-2015. Viene confermato sulla panchina clivense dopo aver raggiunto la salvezza con cinque giornate di anticipo, e convincendo anche dal punto di vista del gioco. Nella stagione successiva raggiunge un ottimo nono posto in classifica. L'anno dopo ottiene ancora una volta la salvezza con largo anticipo, chiudendo al quattordicesimo posto con 43 punti. Il 29 aprile 2018 viene esonerato dal Chievo, dati gli scarsi risultati e il rischio retrocessione molto vicino; al suo posto subentra Lorenzo D'Anna dalla formazione Primavera.
Il 5 giugno 2018, insieme al suo staff tecnico, risolve il contratto con i clivensi.

#### Cagliari
Il 7 giugno 2018 viene ingaggiato dal Cagliari, con cui firma un biennale valido fino al giugno 2020 e dove viene seguito dallo staff già a sua disposizione al Chievo. Nell'annata 2018-2019 ottiene il quindicesimo posto in Serie A e la salvezza.
Nella stagione successiva il Cagliari, dopo un buon avvio di campionato che conduce i sardi al quarto posto della classifica (mantenuto sino al quindicesimo turno), accusa una crisi di risultati, con una serie di undici giornate di fila senza vittorie, culminata con l'esonero del tecnico il 3 marzo 2020.

#### Genoa e Pisa
Il 26 agosto 2020 viene nominato nuovo allenatore del Genoa, sottoscrivendo col club ligure un contratto biennale. Il 21 dicembre, a seguito della sconfitta sul campo del Benevento, con una sola vittoria - oltre a quattro pareggi e otto sconfitte - e la squadra penultima in classifica, viene esonerato.
Il 23 giugno 2022 viene ingaggiato con un contratto biennale, come nuovo allenatore del Pisa , squadra che la stagione precedente, concludendo il campionato in terza posizione, aveva sfiorato la promozione in Serie A, sfumata solo ai supplementari del ritorno della finale play-off contro il Monza. La scelta di Maran in sostituzione di Luca D'Angelo, artefice della grande cavalcata del Pisa nella Serie B appena conclusa, appare fin da subito discutibile. Perde l'esordio sulla panchina neroazzura con una rovinosa sconfitta casalinga per 1-4 contro il Brescia nel turno eliminatorio di Coppa Italia. Il debutto in campionato è altrettanto negativo: arriva per il Pisa un'altra pesante sconfitta sul campo del Cittadella, che l'allenatore giustificherà contestando l'arbitraggio. Il 19 settembre, dopo sei partite di campionato dove colleziona il magro bottino di due pareggi e quattro sconfitte e con la squadra ancorata all'ultimo posto in classifica, viene esonerato.

#### Ritorno al Brescia
Il 14 novembre 2023 viene nominato nuovo tecnico del Brescia, in quel momento al quattordicesimo posto in Serie B con 13 punti, tornando così sulla panchina delle rondinelle dopo 17 anni. Con 38 punti raccolti in 26 partite termina il campionato all'ottavo posto qualificandosi per i play-off dove le rondinelle vengono eliminate nel turno preliminare per mano del Catanzaro ai supplementari.
Il 9 dicembre 2024 viene esonerato con la squadra al decimo posto con 19 punti. Il 28 gennaio 2025 viene richiamato in panchina in sostituzione di Pierpaolo Bisoli, dal quale era stato sostituito il mese precedente. Termina il campionato al quindicesimo posto con 43 punti ottenendo la salvezza solo all'ultima giornata con la vittoria contro la Reggiana (2-1) ed essendo in vantaggio negli scontri diretti con il Frosinone che con gli stessi punti è costretto a disputare i play-out.

## Statistiche

### Statistiche da allenatore
Statistiche aggiornate al 13 maggio 2025.
| Stagione          | Squadra           | Campionato        | Campionato | Campionato | Campionato | Campionato | Coppe nazionali | Coppe nazionali | Coppe nazionali | Coppe nazionali | Coppe nazionali | Coppe continentali | Coppe continentali | Coppe continentali | Coppe continentali | Coppe continentali | Altre coppe | Altre coppe | Altre coppe | Altre coppe | Altre coppe | Totale | Totale | Totale | Totale | % Vittorie | Piazzamento              |
| Stagione          | Squadra           | Comp              | G          | V          | N          | P          | Comp            | G               | V               | N               | P               | Comp               | G                  | V                  | N                  | P                  | Comp        | G           | V           | N           | P           | G      | V      | N      | P      | %          | Piazzamento              |
| ----------------- | ----------------- | ----------------- | ---------- | ---------- | ---------- | ---------- | --------------- | --------------- | --------------- | --------------- | --------------- | ------------------ | ------------------ | ------------------ | ------------------ | ------------------ | ----------- | ----------- | ----------- | ----------- | ----------- | ------ | ------ | ------ | ------ | ---------- | ------------------------ |
| 2002-2003         | Cittadella        | C1                | 34         | 12         | 11         | 11         | CI+CI-C         | 3+2             | 1+1             | 1+0             | 1+1             | -                  | -                  | -                  | -                  | -                  | -           | -           | -           | -           | -           | 39     | 14     | 12     | 13     | 35,90      | 7º                       |
| 2003-2004         | Cittadella        | C1                | 34         | 11         | 9          | 14         | CI-C            | 12              | 9               | 3               | 0               | -                  | -                  | -                  | -                  | -                  | -           | -           | -           | -           | -           | 46     | 20     | 12     | 14     | 43,48      | 11º                      |
| 2004-2005         | Cittadella        | C1                | 34         | 9          | 14         | 11         | CI-C            | 12              | 6               | 5               | 1               | -                  | -                  | -                  | -                  | -                  | -           | -           | -           | -           | -           | 46     | 15     | 19     | 12     | 32,61      | 12º                      |
| Totale Cittadella | Totale Cittadella | Totale Cittadella | 102        | 32         | 34         | 36         |                 | 29              | 17              | 9               | 3               |                    | -                  | -                  | -                  | -                  |             | -           | -           | -           | -           | 131    | 49     | 43     | 39     | 37,40      |                          |
| 2005-mar. 2006    | Brescia           | B                 | 31         | 13         | 13         | 5          | CI              | 5               | 2               | 1               | 2               | -                  | -                  | -                  | -                  | -                  | -           | -           | -           | -           | -           | 36     | 15     | 14     | 7      | 41,67      | Eson.                    |
| 2006-feb. 2007    | Bari              | B                 | 24         | 7          | 8          | 9          | CI              | 1               | 0               | 0               | 1               | -                  | -                  | -                  | -                  | -                  | -           | -           | -           | -           | -           | 25     | 7      | 8      | 10     | 28,00      | Eson.                    |
| 2007-2008         | Triestina         | B                 | 42         | 13         | 12         | 17         | CI              | 3               | 1               | 2               | 0               | -                  | -                  | -                  | -                  | -                  | -           | -           | -           | -           | -           | 45     | 14     | 14     | 17     | 31,11      | 12º                      |
| 2008-2009         | Triestina         | B                 | 42         | 16         | 11         | 15         | CI              | 2               | 1               | 0               | 1               | -                  | -                  | -                  | -                  | -                  | -           | -           | -           | -           | -           | 44     | 17     | 11     | 16     | 38,64      | 8º                       |
| Totale Triestina  | Totale Triestina  | Totale Triestina  | 84         | 29         | 23         | 32         |                 | 5               | 2               | 2               | 1               |                    | -                  | -                  | -                  | -                  |             | -           | -           | -           | -           | 89     | 31     | 25     | 33     | 34,83      |                          |
| 2009-2010         | Vicenza           | B                 | 39         | 12         | 15         | 12         | CI              | 1               | 0               | 0               | 1               | -                  | -                  | -                  | -                  | -                  | -           | -           | -           | -           | -           | 40     | 12     | 15     | 13     | 30,00      | Eson., Sub., 14º         |
| 2010-2011         | Vicenza           | B                 | 42         | 15         | 9          | 18         | CI              | 3               | 2               | 0               | 1               | -                  | -                  | -                  | -                  | -                  | -           | -           | -           | -           | -           | 45     | 17     | 9      | 19     | 37,78      | 12º                      |
| Totale Vicenza    | Totale Vicenza    | Totale Vicenza    | 81         | 27         | 24         | 30         |                 | 4               | 2               | 0               | 2               |                    | -                  | -                  | -                  | -                  |             | -           | -           | -           | -           | 85     | 29     | 24     | 32     | 34,12      |                          |
| 2011-2012         | Varese            | B                 | 35+4       | 19+1       | 8+1        | 8+2        | CI              | -               | -               | -               | -               | -                  | -                  | -                  | -                  | -                  | -           | -           | -           | -           | -           | 39     | 20     | 9      | 10     | 51,28      | Sub., 5º                 |
| 2012-2013         | Catania           | A                 | 38         | 15         | 11         | 12         | CI              | 4               | 2               | 1               | 1               | -                  | -                  | -                  | -                  | -                  | -           | -           | -           | -           | -           | 42     | 17     | 12     | 13     | 40,48      | 8º                       |
| 2013-2014         | Catania           | A                 | 21         | 2          | 6          | 13         | CI              | -               | -               | -               | -               | -                  | -                  | -                  | -                  | -                  | -           | -           | -           | -           | -           | 21     | 2      | 6      | 13     | &9,52      | Eson., Sub., Eson.       |
| Totale Catania    | Totale Catania    | Totale Catania    | 59         | 17         | 17         | 25         |                 | 4               | 2               | 1               | 1               |                    | -                  | -                  | -                  | -                  |             | -           | -           | -           | -           | 63     | 19     | 18     | 26     | 30,16      |                          |
| ott. 2014-2015    | Chievo            | A                 | 31         | 9          | 12         | 10         | CI              | -               | -               | -               | -               | -                  | -                  | -                  | -                  | -                  | -           | -           | -           | -           | -           | 31     | 9      | 12     | 10     | 29,03      | Sub., 13º                |
| 2015-2016         | Chievo            | A                 | 38         | 13         | 11         | 14         | CI              | 1               | 0               | 0               | 1               | -                  | -                  | -                  | -                  | -                  | -           | -           | -           | -           | -           | 39     | 13     | 11     | 15     | 33,33      | 9º                       |
| 2016-2017         | Chievo            | A                 | 38         | 12         | 7          | 19         | CI              | 3               | 2               | 0               | 1               | -                  | -                  | -                  | -                  | -                  | -           | -           | -           | -           | -           | 41     | 14     | 7      | 20     | 34,15      | 14º                      |
| 2017-apr. 2018    | Chievo            | A                 | 35         | 7          | 10         | 18         | CI              | 2               | 1               | 1               | 0               | -                  | -                  | -                  | -                  | -                  | -           | -           | -           | -           | -           | 37     | 8      | 11     | 18     | 21,62      | Eson.                    |
| Totale Chievo     | Totale Chievo     | Totale Chievo     | 142        | 41         | 40         | 61         |                 | 6               | 3               | 1               | 2               |                    | -                  | -                  | -                  | -                  |             | -           | -           | -           | -           | 148    | 44     | 41     | 63     | 29,73      |                          |
| 2018-2019         | Cagliari          | A                 | 38         | 10         | 11         | 17         | CI              | 3               | 2               | 0               | 1               | -                  | -                  | -                  | -                  | -                  | -           | -           | -           | -           | -           | 41     | 12     | 11     | 18     | 29,27      | 15º                      |
| 2019-mar. 2020    | Cagliari          | A                 | 25         | 8          | 8          | 9          | CI              | 3               | 2               | 0               | 1               | -                  | -                  | -                  | -                  | -                  | -           | -           | -           | -           | -           | 28     | 10     | 8      | 10     | 35,71      | Eson.                    |
| Totale Cagliari   | Totale Cagliari   | Totale Cagliari   | 63         | 18         | 19         | 26         |                 | 6               | 4               | 0               | 2               |                    | -                  | -                  | -                  | -                  |             | -           | -           | -           | -           | 69     | 22     | 19     | 28     | 31,88      |                          |
| ago.-dic. 2020    | Genoa             | A                 | 13         | 1          | 4          | 8          | CI              | 2               | 2               | 0               | 0               | -                  | -                  | -                  | -                  | -                  | -           | -           | -           | -           | -           | 15     | 3      | 4      | 8      | 20,00      | Eson.                    |
| lug.-set. 2022    | Pisa              | B                 | 6          | 0          | 2          | 4          | CI              | 1               | 0               | 0               | 1               | -                  | -                  | -                  | -                  | -                  | -           | -           | -           | -           | -           | 7      | 0      | 2      | 5      | &0,00      | Eson.                    |
| nov. 2023-2024    | Brescia           | B                 | 26+1       | 9          | 11         | 6+1        | -               | -               | -               | -               | -               | -                  | -                  | -                  | -                  | -                  | -           | -           | -           | -           | -           | 27     | 9      | 11     | 7      | 33,33      | Sub., 8º                 |
| 2024-2025         | Brescia           | B                 | 31         | 9          | 10         | 12         | CI              | 2               | 1               | 0               | 1               | -                  | -                  | -                  | -                  | -                  | -           | -           | -           | -           | -           | 33     | 10     | 10     | 13     | 30,30      | Eson., Sub., 18º (retr.) |
| Totale Brescia    | Totale Brescia    | Totale Brescia    | 89         | 31         | 34         | 24         |                 | 7               | 3               | 1               | 3               |                    | -                  | -                  | -                  | -                  |             | -           | -           | -           | -           | 96     | 34     | 35     | 27     | 35,42      |                          |
| Totale carriera   | Totale carriera   | Totale carriera   | 702        | 223        | 214        | 265        |                 | 65              | 35              | 14              | 16              |                    | -                  | -                  | -                  | -                  |             | -           | -           | -           | -           | 767    | 258    | 228    | 281    | 33,64      |                          |

## Palmarès

### Giocatore

#### Club

##### Competizioni nazionali
- Campionato italiano Serie C2: 1

Chievo: 1988-1989 (girone B)
- Campionato italiano Serie C1: 1

Chievo: 1993-1994 (girone A)